# Железопътен транспорт в България
Железопътният транспорт в България отбелязва началото си преди Освобождението с построяването на първата железопътна линия Русе – Варна през 1866 г. От края на 19-и век железопътната инфраструктура се стопанисва и експлоатира от държавата чрез Български държавни железници. През 2002 г. на базата на европейските изисквания е основано Държавно Предприятие Национална компания Железопътна инфраструктура, което е собственик на железопътната държавна инфраструктура (държавен железен път, държавни електропреносни съоръжения, държавни осигурителни инсталации, държавни железопътни гари и др.) и са направени първи стъпки към демонополизация на пазара на железопътните превози в Република България.

## История

### Развитие на железопътния транспорт в България до 1909 г.
Първата реализирана железопътна линия в днешните български земи е линията Русе – Варна. Открита е за движение на 7 ноември 1866 г., а дължината ѝ е 223 км. Първоначалната идея е линията да подобри транспорта и комуникациите в Османската империя и да бъде включена в международния жп път, свързващ Лондон и Цариград. Това така и не се случва поради лошото изпълнение на пътя. Въпреки това жп линията е включена в трасето Париж – Цариград, а между 1883 и 1885 по линията Русе – Варна минава и прочутият „Ориент експрес“. Линията Русе – Каспичан – Варна е построена от английска компания с главни акционери братята Хенри и Тревор Бъркли, която получава концесия за 99 години от османското правителство. В някои български източници за участник в предприятието е сочен политикът Уилям Гладстон, по това време британски финансов министър, но всъщност става дума за негов братовчед. При изграждането на жп линията са използвани камъни от крепостните останки на средновековния български град Плиска, който дотогава е бил сравнително добре запазен. Докато жп отсечка е все още в процес на строителство, в град Манчестър, Великобритания започва производството на подвижния състав, който ще обслужва железния път. Преди официалното откриване на жп линията между Русе и Варна – двата най-големи града на територията на днешна България по онова време, на пристанище Варна биват доставени и първите 10 парни локомотива.
През 1874 г. английската компания прехвърля експлоатацията на дружеството на барон Хирш – Източни железници, което играе основна роля в развитието на железопътния транспорт в България до 1909 г.
В периода 1870 – 1874 г. „Източни железници“ построява жп линията Любимец – Белово, с отклонения Симеоновград – Нова Загора – Ямбол. Малко преди Освобождението е имало проект първата главна железница през София да бъде Цариград – София – Кюстендил – Скопие – Митровиц – Австро-Унгария. През 1873 г. дори започва работа по трасето, но скоро е прекъсната. Проектът е изменен (1883 г.) и трасето става: Белово – София – Ниш – Белград. През 1883 г. е било проектирано главната жп линия за свързване на Дунава с Македония да мине през София, с трасе на линията Свищов – София – Кюстендил.
След Освобождението по силата на Берлинския договор от 1878 година (чл. 10 за Княжество България и чл. 21 за Източна Румелия) България е натоварена със задълженията на Високата порта по отношение на „Източни железници“.
На 23 юни 1888 г. се открива в експлоатация жп линия Вакарел – София – Драгоман (направление Белград – Цариброд – София – Белово – Пловдив – Първомай – Цариград); на 9 декември 1893 г. – линията София – Перник (направление към Солун и към Скопие); на 20 февруари 1897 г. – линията София – Роман (направление към Варна и Дунавските пристанища); на 6 декември 1931 г. – линията София – Макоцево (направление към Бургас) и в проект е трасе на линия София – Самоков (направление към Бяло море).
Към 1890-те години железниците постепенно преминават към австрийско-германски банков синдикат с капиталово участие на европейски банки. Българското правителство прави опити за изменение на тарифната политика на Източните железници, която е в ущърб на икономическите интереси на България, и за откупуване на железниците в българска територия, но компанията се противопоставя.
През 1885 г. Народното събрание приема Закона за железниците, според който държавата изцяло поема строителството и експлоатацията на железопътната мрежа в България. Създава се системата на Българските държавни железници. Законът за проектиране и построяване на железопътната мрежа (1895 г.) определя първостепенните железопътни линии (ширина 1435 мм) и второстепенните (полунормални – с ширина 750 – 800 мм).
През 1897 година българското правителство започва строеж на паралелна българска жп линия от Саранбей (дн. Септември) през Нова Загора за връзка с жп линия Ямбол-Бургас, но е принудено да я спре и през 1899 година отдава на „Източни железници“ построения участък Чирпан – Нова Загора (80 км) за експлоатационен срок 25 г.
„Източни железници“ оперира в страната до провъзгласяване на независимостта на България през 1908 г. Възползвайки се от стачката на железопътния персонал от 6 – 9 септември 1908 г., правителството на Александър Малинов иззема линиите на компанията на българска територия. С българско-турския протокол от 1909 година и споразумението между българското правителство и компанията (13 юни 1909) се урежда въпросът за откупуването на линиите на българска територия (309,6 км) за 43 294 347 златни лв. (около 820 млн. евро), от които 2 111 978 лв. – за инвентар и наем. Дългът на България към компанията е оформен с руско-турския протокол (1909) и руско-българския протокол (1909)..

### Първата половина на 20 век
През 1936 г. дължината на всички нормални жп линии в експлоатация е 3533 км, от които 2618 км са открит железен път, а 916 км са жп линии в жп гари. Има 80 жп тунела с обща дължина 19 км. Най-дългият жп тунел е на линията Раковски – Момчилград, с дължина 1121 метра. През 1936 г. дължината на теснопътните жп линии е 468 км с 98 жп гари и жп спирки. Те се обслужват със 103 жп локомотива и общо 1447 жп пътнически и жп товарни вагони.

### Втората половина на 20 век
Първата електрифицирана жп линия София – Ихтиман – Пловдив е открита за експлоатация през 1963 г. Година по-късно е открит и първият удвоен жп участък между Варна и Синдел. До 1989 г. има постоянен растеж на железопътния транспорт.

### Съвременно състояние
В днешно време най-дългият жп тунел се намира по линията Бургас – София между гарите Стряма (общ. Карлово) и гара Копривщица (общ. Антон). Названието му е „Козница“ и е с дължина 5808,5 м. Има 5236 жп мостове и жп водостоци. Най-дългият жп мост е с дължина от 292 метра над река Марица, на жп линия Златидол – Нова Загора. Броят на жп гари е 66, а на жп спирки – 170. В експлоатация са 500 жп локомотива, 630 пътнически жп вагони и 10 250 товарни жп вагони, жп фургони, жп пощенски и специални жп вагони. В БДЖ работят 17 751 души, от които 5200 в София.

## Железопътна мрежа
От 1 януари 2002 г. с приемането на Закона за жп транспорт инфраструктурата се стопанисва от Държавно Предприятие „Национална Компания Железопътна инфраструктура“, предлагащо отворен достъп на лицензираните превозвачи в жп мрежа в Република България. Нивото на електрификация към 2009 г. е 60% от общата дължина на мрежата, като подаваният променлив електрически ток е с напрежение 27,5 kV и честота 50 Hz, което е стандартно напрежение за по-голямата част от Европа. Максималната допустима експлоатационна скорост към 2010 г. е 130 км/ч за пътническите превози и 100 км/ч за товарните превози. Голяма част от железопътните участъци по главните линии отговарят по проектни параметри (примерно максимално допустимата скорост за което и да е жп превозно средство е математическо произведение от десетичната дроб 4,6, умножена по корен квадратен от радиуса на хоризонталната жп крива с най-малък радиус, а за придвижване в отклонителен елемент на жп стрелка е десетичната дроб 2,91, умножена по корен квадратен от радиуса на жп стрелка) за по-високи скорости от гореописаните, но липсата на подвижен (не)тягов състав, примерно на пътнически жп вагони с накланящи се кошове, и ремонтни жп дейности не позволяват тези жп скорости да бъдат достигнати.
Гъстотата на железопътната мрежа в България е 39,8 км на 1000 кв. км (33,7 км през 1939 г.). Железопътната мрежа на България се състои от 9 главни жп линии:
1. Калотина-запад – София – Пловдив – Първомай – Свиленград – държавната граница на Република България с Република Гърция и държавната граница на Република България с Република Турция;
2. София – Мездра – Плевен – Левски – Горна Оряховица – Търговище – Шумен – Каспичан – Синдел – Варна;
3. Илиянци – Карлово – Тулово – Дъбово – Зимница – Карнобат – Лозарево – Дългопол – Синдел – Варна-фериботна;
4. Русе-разпределителна – Полски Тръмбеш – Горна Оряховица – Велико Търново – Дъбово – Тулово – Змейово – Стара Загора – Михайлово – Меричлери – Димитровград – Кърджали – Подкова;
5. София – Захарна фабрика – Горна баня – Перник – Радомир – Дупница – Благоевград – Кулата;
6. Волуяк – Храбърско – Разменна – Перник – Радомир – Кюстендил – Гюешево;
7. Мездра – Враца – Брусарци – Видин;
8. Пловдив – Филипово – Михайлово – Стара Загора – Ямбол – Зимница – Карнобат – Айтос – Бургас;
9. Русе – Разград – Каспичан.

Успешно завърши обновяването и електрификацията на железопътния участък Крумово – Димитровград – Свиленград и граничния преход с Република Турция. Вече е възможно да се осъществява пътническо движение със жп скорости до 160 км/ч, а в допълнение е осигурен по-голям капацитет за товарни жп превози между Република Турция и Европа. Подобни мероприятия се очаква да се случат и в жп участъци Септември – Пловдив, Михайлово – Калояновец, Стара Загора – Ямбол, Ямбол – Зимница, Карнобат – Бургас от 8 главна жп линия, които ще намалят времепътуването между София и Бургас с над час и 15 минути. Друг важен обект е Дунав жп мост 2, между Видин и Калафат, който включва и електрифицирана скоростна жп връзка, която ще генерира голям транзитен товарен жп трафик.

## Теснопътна железопътна линия
В България действа една теснопътна железопътна линия с междурелсие 760 mm между Септември и Добринище.

## Превозвачи
Жп превозвачи по смисъла на Закона за железопътния транспорт, се регистрират и сертифицират от Изпълнителна агенция „Железопътна администрация“. С настъпването на нови жп превозвачи конкуренцията ще се засилва и така ще се повиши чувствително качеството на предлаганите транспортни услуги. Към октомври 2022 година съществуват лицензирани следните жп превозвачи:
- Български Държавни Железници – Пътнически Превози
- Български Държавни Железници – Товарни Превози                                                                                                                                                                     * Българска Железопътна Компания
- Булмаркет – ДМ
- Карго Транс Вагон България
- Унитранском
- Ди Би Шенкер Рейл България
- Газ Трейд
- Експрес сервиз
- Порт Рейл
- Държавно предприятие „Транспортно Строителство и Възстановяване“

```
Товарните жп превозвачи са обединени чрез 
Асоциацията на българските железопътни превозвачи
. Към 2013 г. нейните членове съвкупно извършват над 45% от товарните железопътни превози и 50% от обема на извършената работата в България.
```

## Софийски метрополитен
Софийското метро е бърз основно подземен градски жп превоз в България (само в София). Първият метроучастък само с 5 станции влиза в експлоатация на 28 януари 1998 г. Към края на 2013 метромрежата вече се състои от две линии с 27 метростанции с обща дължина 31 км. По проект се очаква линиите да станат три с обща дължина над 50 метрокилометра. В строеж са продължение на първа метролиния от бул. „Цариградско шосе“ към международно летище София. Втората метролиния от ж.к. „Обеля“ до кв. „Лозенец“ минаваща през Централната жп гара София е открита на 01.09.2012. Разработват се проекти за трета метролиния, както и продълженията на първа метролиния към бизнес парка, на втора – до кв. „Хладилника“. Все още няма добра комуникация на метрото с някои от другите видове транспорт.

## Трамваи
Развитието на този вид транспорт в София започва още през 1901 година и силно се модернизира през втората половина на XX век.  